# Chaenorhinum litorale
Chaenorhinum litorale là một loài thực vật có hoa trong họ Mã đề. Loài này được Carl Ludwig von Willdenow mô tả khoa học đầu tiên năm 1809 dưới danh pháp Linaria litoralis theo mô tả trước đó của Johann Jacob Bernhardi. Năm 1882 Georges Rouy chuyển nó sang chi Chaenorhinum.

## Phân bố
Loài này có tại Albania, Hy Lạp, Italia, Nam Tư cũ. Hiện tại đã du nhập vào Cộng hòa Séc và Slovakia và có thể có ở Romania.